# Delloreen Ennis-London
Delloreen Ennis-London (geborene Ennis; * 5. Mai 1975 im Saint Catherine Parish) ist eine jamaikanische Leichtathletin, die sich auf den 100-Meter-Hürdenlauf spezialisiert hat.

## Sportliche Erfolge
Schon 1992 nahm sie an den Juniorenweltmeisterschaften teil. Sie erreichte das Halbfinale, schied jedoch mit 13,81 Sekunden (Jahresbestzeit) aus.
Ihren großen internationalen Durchbruch erlebte die Jamaikanerin 1999. Sie steigerte ihre persönliche Bestleistung um mehr als 0,5 Sekunden. Mit 12,71 Sekunden unterbot sie die bedeutende 13-Sekunden-Marke deutlich. International bekannt wurde sie insbesondere durch ihren Auftritt bei den Weltmeisterschaften in Sevilla. Dort erreichte sie das Finale und belegte mit einer Zeit von 12,87 Sekunden den siebten Platz.
Ein Jahr später verpasste sie bei den Olympischen Spielen in Sydney die Medaillenränge nur knapp. 12,80 Sekunden bedeuteten Rang vier.
Internationale Meisterschaftsmedaillen folgten dann nach einigen erfolglosen Jahren bei den Weltmeisterschaften 2005 und 2007. Bei den Weltmeisterschaften 2005 in Helsinki errang sie Silber. Mit 12,76 Sekunden erreichte sie genau eine Zehntelsekunde nach der Siegerin Michelle Perry (USA) das Ziel. Bei den Weltmeisterschaften 2007 in Osaka stellte sie im Finale bei minimalem Wind (−0,1 m/s) eine neue persönliche Bestzeit von 12,50 Sekunden auf, was hinter Michelle Perry und Perdita Felicien (CAN) dennoch nur zu Bronze reichte. Bei den Weltmeisterschaften 2009 in Berlin erreichte sie hinter Brigitte Foster-Hylton (JAM) und Priscilla Lopes-Schliep (CAN) mit 12,55 Sekunden erneut die Bronzemedaille.
Mit ihrer Bestzeit von 12,50 Sekunden befindet sich Delloreen Ennis-London unter den 30 schnellsten Hürdensprinterinnen aller Zeiten.

## Leistungsentwicklung
| Jahr | 100 Meter Hürden (in Sekunden) |
| ---- | ------------------------------ |
| 1992 | 13,81                          |
| 1993 | -                              |
| 1994 | -                              |
| 1995 | -                              |
| 1996 | 13,53                          |
| 1997 | -                              |
| 1998 | 13,27                          |
| 1999 | 12,71                          |
| 2000 | 12,52                          |
| 2001 | 12,57                          |
| 2002 | -                              |
| 2003 | 12,70                          |
| 2004 | 12,51                          |
| 2005 | 12,57                          |
| 2006 | 12,74                          |
| 2007 | 12,50                          |
| 2008 | 12,54                          |

## Persönliche Bestleistungen
| Disziplin                | Leistung                  | Datum            | Ort      |
| ------------------------ | ------------------------- | ---------------- | -------- |
| 60 Meter (Indoor)        | 7,55 Sekunden             | 8. Februar 2006  | Göteborg |
| 60 Meter Hürden (Indoor) | 7,92 Sekunden             | 27. Februar 2004 | Chemnitz |
| 100 Meter                | 11,77 Sekunden (+1,6 m/s) | 28. April 2005   | Denton   |
| 100 Meter Hürden         | 12,50 Sekunden (−0,1 m/s) | 29. August 2007  | Osaka    |